# Georges Jaloustre
Georges Cirgues Antoine Jaloustre, né le 26 octobre 1875 à Clermont-Ferrand et mort le 6 janvier 1951 à Joze, est un haut fonctionnaire français, ministre d'État de Monaco par intérim de 1918 à 1919 sous le règne du prince Albert Ier.